# 萌鸡小队
雞仔樂園（엄마 까투리，Katuri，“野鸡妈妈”）是韩国FunnyFlux制作的一部电视动画，是权正生作品《野鸡妈妈》的动画版续集，这部动画主要面向学龄前儿童，在韩国、中国等多个国家和地区都有一定知名度。FunnyFlux还曾制作过超级飞侠。

## 剧情
萌鸡小队的主要角色为母野鸡美佳妈妈（Mama Katuri，Mother Flora）和她的四个宝宝，分别叫作大宇（Bobby），朵朵（Duri），欢欢（Jack），麦奇（Chip），他们相互关爱，一起玩耍，共同面对挑战，在大森林里幸福地生活。